# Kočka divoká evropská
Kočka divoká evropská (Felis silvestris silvestris) je poddruh kočky divoké, který se v minulosti vyskytoval především v opadavých lesích v pásu od Skotska až po Východní Evropu. Lov a ztráta přirozeného prostředí zapříčinily její vymizení z větší části původního areálu a vznik izolovaných populací. V českých zemích byla vyhubena na přelomu 18.–19. století, v současnosti se na území České republiky téměř nevyskytuje a je chráněna zákonem O ochraně přírody a krajiny jako kriticky ohrožený druh.
Je to šelma podobající se divoce zbarvené kočce domácí, je však zavalitější, má poněkud nevýraznou kresbu a huňatý ocas s kulatou špičkou, na rozdíl od špičatého ocasu domácích koček.

## Taxonomie
Populace kočky divoké je dělená do mnoha poddruhů, přičemž dosud neexistuje žádný konsensus. Počet poddruhů proto kolísá autor od autora. "Tradičními" poddruhy jsou kočka stepní, F. s. ornata, žijící východně od Kaspického moře, kočka plavá, F. s. lybica s domovinou v Africe, a právě kočka divoká evropská, F. s. silvestris. Do populace divoké kočky se často zahrnuje též kočka šedá, F. s. bieti, není-li považována za samostatný druh. Analýzou mikrosatelitů dospěl Driscoll et al (2010) k šesti poddruhům, přičemž kočka divoká evropská je dle něj sesterskou skupinou divokých koček z Asie a z Afriky. Molekulárně biologické a paleontologické nálezy datují oddělení linie kočky divoké evropské a ostatních divokých koček na konec poslední doby ledové.
V samotné skupině kočky divoké evropské je pak někdy rozlišováno množství dalších poddruhů, především kočka divoká skotská, F. s. grampia a kočka divoká kavkazská F. s. caucasica a kočka divoká iberská F. s. tartessia, ale v literatuře je popsáno i mnoho dalších poddruhů, F. s. euxina z Rumunska, F. s. morea z jižního Řecka či F.s.molisana z Itálie. Nejasné je též zařazení koček ze Středomořských ostrovů: divoce žijící kočky se vyskytují na Krétě, Korsice, Sardinii, na Baleárských ostrovech i na ostrovech menších, přičemž někteří vědci je považují za samostatné, ohrožené poddruhy, blízké kočce plavé, jiní v nich vidí jen zdivočelé populace domácí kočky. Jedině na Sicílii zřejmě skutečně žijí původní evropské divoké kočky.

## Oblasti rozšíření

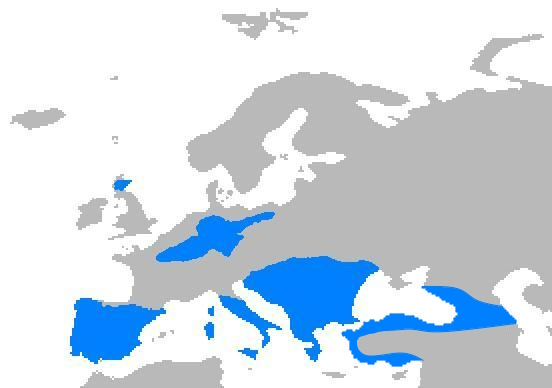
Současný areál rozšíření kočky divoké evropské (modře)

Kočka divoká evropská se v minulosti vyskytovala po celé Evropě s výjimkou Skandinávie. Na většině svého území však byla v době od konce 18. století do poloviny 20. století vyhubena. Vznikly tak izolované populace, ze kterých se kočky divoké mohou opětovně šířit i do míst, odkud předtím vymizely.
Souvislejší areál rozšíření se zachoval na třech místech: na Iberském poloostrově, a oblasti severozápadní Francie a  jihovýchodní části Německa a v Karpatech, Balkánském poloostrově a ve Východní Evropě.
Na Iberském poloostrově v Portugalsku populace divokých koček klesá a jsou zde hodnocené jako zranitelný druh, podobně je tomu ve Španělsku.
Ve většině zemí východní Evropy je početně silná, stabilní populace. Malé množství divokých koček žije v Polsku, v Polských Karpatech při hranicích s Ukrajinou. Na Slovensku se vyskytují především v jižní části státu a na severovýchodě při hranicích s Polskem a Ukrajinou. Polská, slovenská a ukrajinská populace je vzájemně propojena. Na Slovensku však kočka divoká zmizela z oblastí, kde byla dříve hojná.
V Nizozemsku je kočka divoká vyhynulým druhem. Občas je v jižní části země nalezena uhynulá divoká kočka, tito jedinci pravděpodobně pochází z Německa, kde je silná populace. Kočky v minulosti zmizely také z Belgie, ale zde došlo k repopulaci a hranice výskytu divokých koček se pomalu posunuje na sever a na západ.
Stabilní populace se vyskytuje v severovýchodní Francii, v oblasti Vogéz, Francouzských Jur a Francouzského středohoří. Pohoří Jura je domovem koček také ve Švýcarsku. V Německu se vyskytuje několik oddělených populací, přičemž ta z jihozápadního Německa navazuje na populaci francouzskou a nizozemskou. Izolované populace z pohoří Harz, Solling a Hainich trpí tzv. efektem hrdla lahve. Ochranářská organizace BUND proto zahájila dlouhodobý projekt, který má za cíl vytvořit migrační koridory v podobě asi padesát metrů širokého pásu křovin a stromů, které by propojily všechny oblasti výskytu divokých koček a umožnily tak opětovné spojení populací a nárůst genetické variability. V Bavorsku byly kočky divoké v minulosti vyhubeny, ale proběhly zde úspěšné reintrodukční programy.
V Itálii žijí kočky v Apeninách, tato populace je však oddělena od populace ze severovýchodní Itálie, která je naopak propojena s balkánskou a tím i s karpatskou populací. Kočky jsou přítomné též v Julských Alpách a osídlují Karnské Alpy a Furlanské podhůří, což otvírá dveře možné migraci do Rakouska.
Ve Velké Británii se kočky divoké vyskytují pouze ve Skotsku, na sever od linie vedoucí městy Edinburg a Glasgow. Tuto populaci však ohrožuje křížení s kočkami domácími, celkový počet zvířat je odhadován na jeden až čtyři tisíce, čistokrevných divokých koček však může být velmi málo.

### Kočka divoká evropská v Česku
Kočky divoké evropské jsou spolu s rysy ostrovidy jedinými divokými kočkovitými šelmami české přírody. V roce 1769 píše Balbín ve svém spise „Miscelaneorum historicorum Bohemiae complectitur“ že kočka divoká se "v našich lesích hojně zdržuje ke škodě ptactva i ostatních divokých zvířat". Koncem 18. století začala být pronásledována jako škodná a na začátku 19. století již byla na ústupu a vzácně se vyskytovala jen na klatovsku, prácheňsku a berounsku, v první polovině 19. století pak původní česká populace zanikla. Kočky divoké, které byly zastřelené později, byly pravděpodobně migranti z jiných území, nebo kočky domácí, nesprávně určené.
V současnosti není trvalý výskyt kočky divoké evropské v České republice s určitostí potvrzen. Možná se vyskytuje na Šumavě, kde by se mohlo jednat hlavně o migrující jedince z Německa, dále se možná objevuje v Beskydech a v Podyjí. Výskyt malé populace byl potvrzen v Doupovských horách (rok 2020), ve vojenském újezdu Hradiště.

## Popis

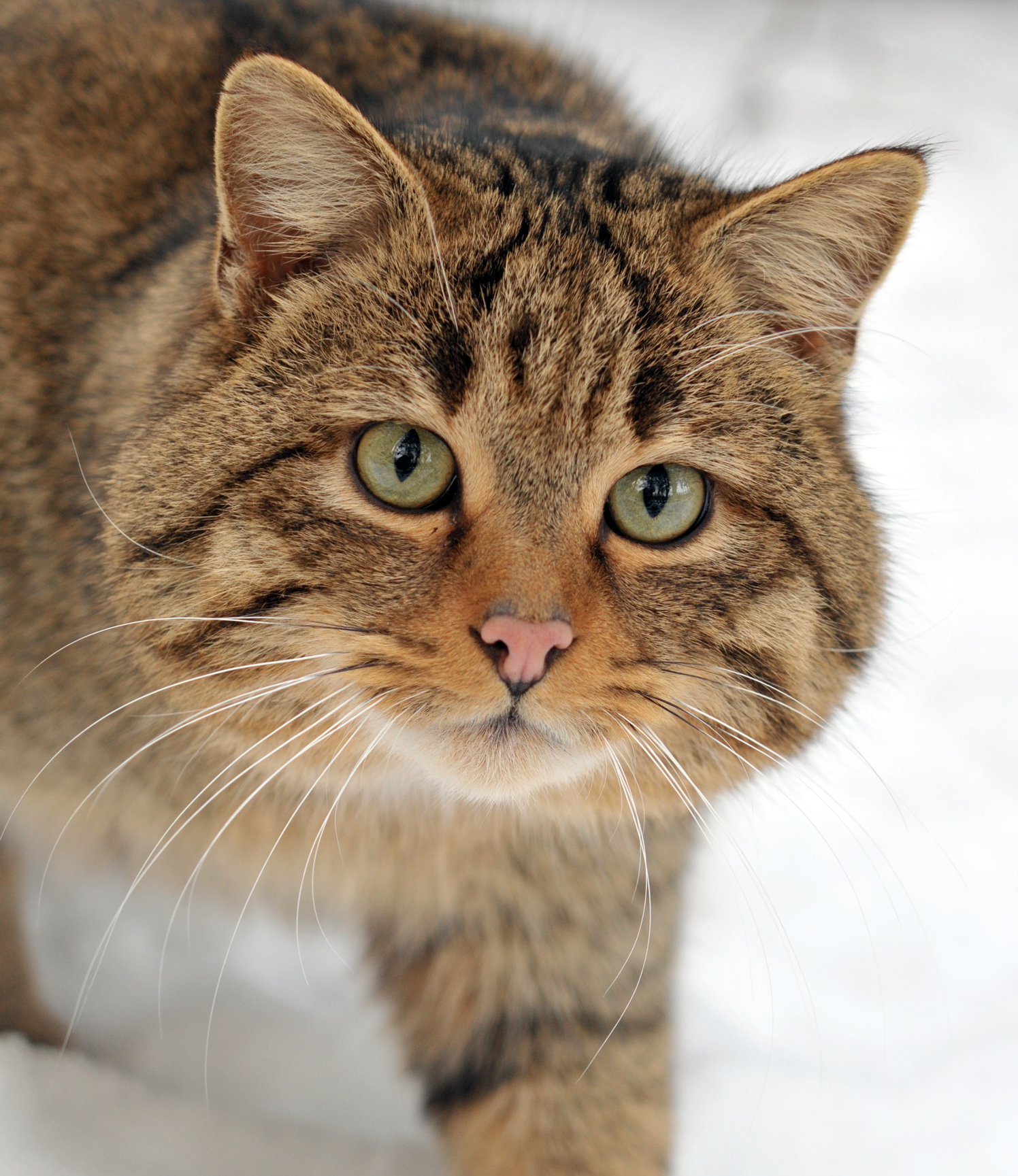
Hlava kočky divoké evropské

Kočka divoká evropská se podobá velké mourovaté kočce domácí. V porovnání s ní je zavalitější, má relativně větší hlavu s kratšímu ušními boltci, delší tělo a nohy, nápadným rozdílem je hrubší, výrazně huňatý ocas, který se ve svém průběhu nezužuje a jeho špička je kulatá. U mladých jedinců však tyto rozdíly nemusí být příliš patrné.
Kocouři dorůstají průměrné hmotnosti 5 kg, kočky 3,5 kg. Maximální hmotnost kocourů je 9,5 kg, koček 7,1 kg. V průběhu roku hmotnost zvířat kolísá až o 2,5 kg, nejtěžší jsou na podzim.
Průměrná délka těla samců je 60,9 cm, u samic 56,8 cm, průměrná délka ocasu je 31,8 cm u kocourů a 30,3 cm u koček, průměrná výška v kohoutku je 37,6 cm u samců a 35 cm u samic.
Srst divoké je poměrně dlouhá a její zbarvení je v porovnání s kočkou domácí méně výrazné. V zimě je srst šedavá s výraznější kresbou, v létě spíše žlutohnědá. Břicho je krémově žluté. Tmavá kresba je na hlavě tvořena tmavě hnědými proužky táhnoucími se z vnějšího očního koutku směrem k uším a čtyř až šesti proužky, které pokračují z čela mezi ušními boltci až do týla. Brada je šedá nebo okrová, nos masově růžový, oční duhovka zelená.
Středem hřbetu probíhá až na kořen ocasu černý pás, kresbu doplňují také širší svislé pruhy po stranách těla a na vnějších stranách končetin, typická je černá skvrna na patě pánevní končetiny. Pruhy na těle nemusí být výrazné a mohou i chybět. Konec ocasu je černý, před černou špičkou se nacházejí také dva až tři zcela uzavřené černé pruhy a ještě před nimi několik neuzavřených.

## Biotop

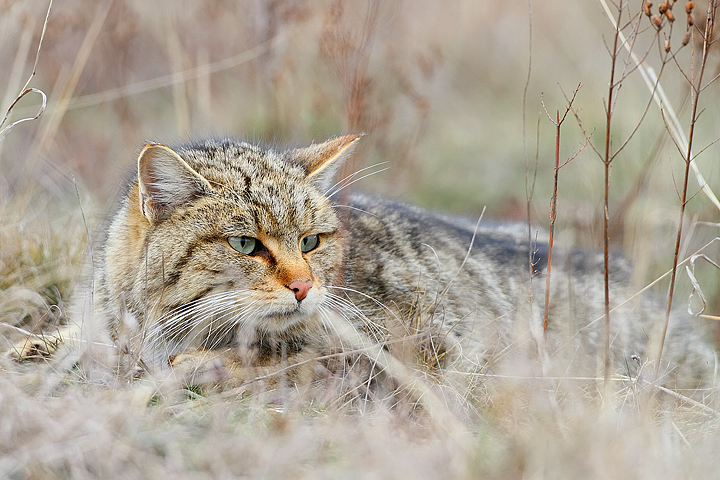
Kočka divoká v poli

Kočka divoká evropská obývá především lesy, a to zvláště lesy listnaté a smíšené. Obývá však také makchie, okolí vodních toků, kraje bažinatých oblastí a mořská pobřeží. V rámci těchto biotopů dává přednost kamenitým a skalnatým místům. Je to teplomilný druh, vyhledává teplé a suché lokality. Nejvíce jí vyhovují doubravy a bučiny, nikdy se nevyskytovala v arkto-alpínské tundře a vyhýbá se také oblastem, ve kterých se sněhová pokrývka déle než 100 dní v roce, pokrývá více než 50 % rozlohy teritoria kočky a její výška je větší než 20 cm. Dlouhotrvající sněhová pokrývka jí totiž znemožňuje přístup ke kořisti.
Vyskytuje se především v oblastech s nízkou hustotou osídlení člověkem, z intenzivně obhospodařovaných oblastí vymizela. Dokáže se však přizpůsobit i krajině změněné člověkem a menší lesní celky přerušované plochami zemědělské půdy jí vyhovují více než rozlehlé lesy.

## Biologie

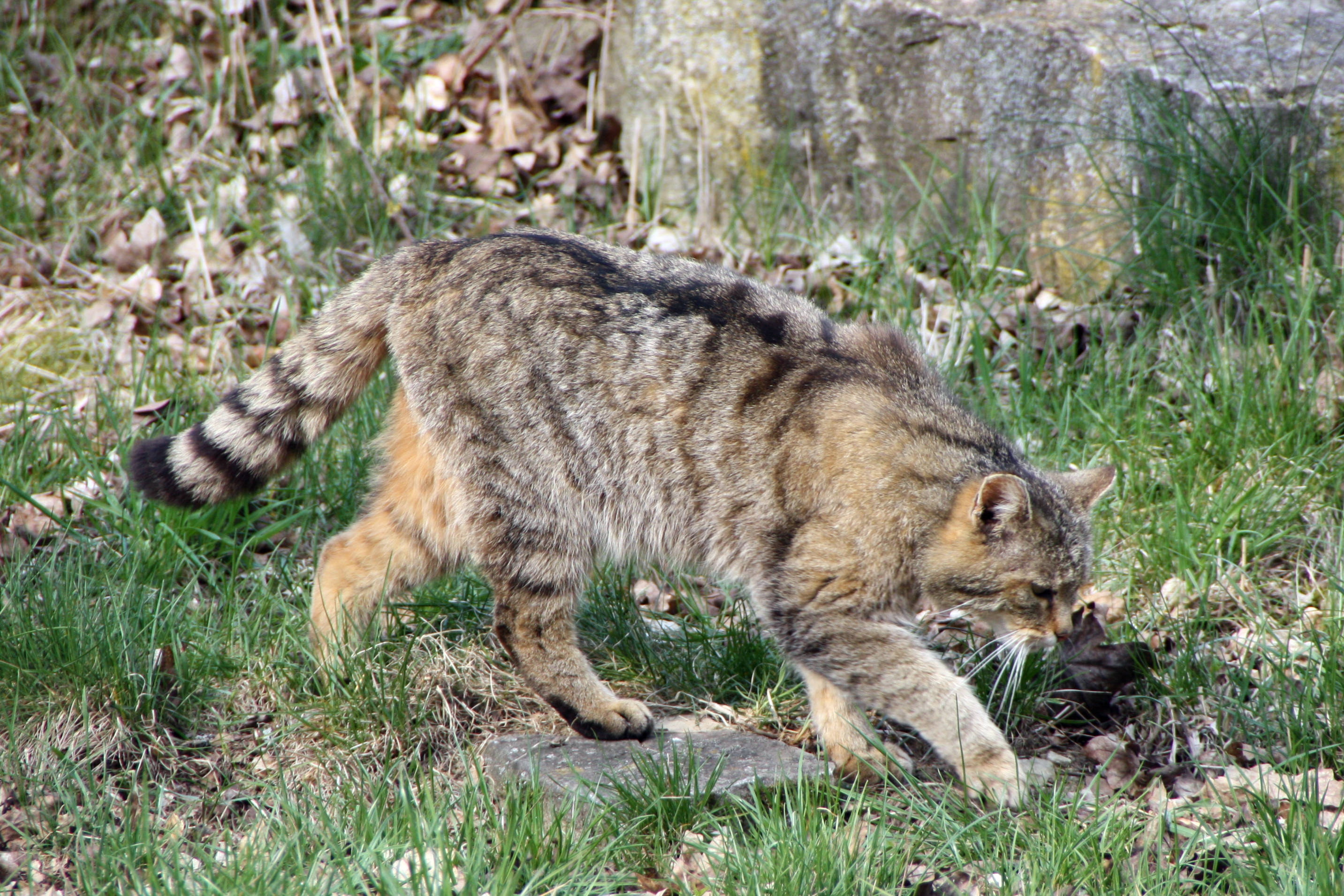
Kočka divoká v přírodním parku v Bad Mergentheimu v Německu

Kočka divoká evropská je samotářské zvíře především s noční aktivitou. Během období páření a  výchovy mláďat loví i přes den, v zimě pak výhradně v noci. Ve dne a při chladném a deštivém počasí se ukrývá v dutinách stromů, ve skalách či v podzemních norách. Často odpočívají na suchém a teplém místě či se vyhřívají na okrajích lesů.
Teritorium kočky divoké evropské se skládá z jádrové oblasti, kterou si kočka aktivně brání vůči jiným kočkám, a domovského okrsku. Jádrová oblast zahrnuje nejčastější loviště a úkryty a jeho rozloha obvykle bývá 50–70 ha. Domovský okrsek je mnohem větší, zabírá 150–350 ha, přičemž jeho velikost záleží na prostředí a potravní nabídce. Teritoria kocourů bývají větší a překrývá několik teritorií samic. Teritorium je označováno rozstřikováním moči, nezahrabaným trusem a také broušením drápů na stromech.
Ve svém teritoriu se kočka pohybuje po stálých trasách, často využívá lesní pěšiny a ochozy zvěře, chodí především po zemi, na strom vylézá za kořistí, do úkrytu v dutině či při úniku před predátory. Teritorium obvykle neopouští, pouze při nedostatku potravy či při hledání partnera v době páření. Odrostlá mláďata jsou pak z teritorií svých rodičů vyháněna a musí si najít nové území.
Hlavní potravou kočky divoké evropské jsou drobní hlodavci, především pak hraboši. Ve středním Španělsku a ve Skotsku loví hlavně králíka divokého, další častou kořistí jsou ptáci. Nepohrdnou ani mršinou a v zvláště v zimě si ulovenou kořist schovávají.
Zvláště mláďata kočky divoké pak mohou padnout za kořist liškám či výrům. S jezevcem se kočky dobře snáší a mohou dokonce vyvádět mláďata v jedné, i když rozvětvené noře.
Období páření trvá od ledna do března. Během říje, která trvá 2–8 dní, volá kočka partnera hlasitým mňoukáním. Březost trvá asi 65 dní, po jejím uplynutí přichází na svět nejčastěji tři až čtyři koťata. Může jich však být až osm. Koťata zůstávají s matkou až deset měsíců. Samci pohlavně dospívají v 9–10 měsících věku, samice v 10–12 měsících. Kočka divoká evropská má obvykle pouze jeden vrh do roka, pouze výjimečně, při ztrátě mláďat, může samice zabřeznout v témže roce ještě jednou.

## Ohrožení
Kočka divoká evropská je schopná žít v člověkem změněné krajině. Ohrožení pro ni představuje především křížení s kočkou domácí, zdivočelé kočky domácí také kočkám divokým konkurují a mohou pro ně být zdrojem nemocí.
Nezanedbatelná je také mortalita divokých koček spojená s lidskou činností, spoustu koček zahyne na silnicích.